# Bajerovce
Bayerovce (in tedesco Bayerhau, in ungherese Bajervágás, in ruteno Bajerivci) è un comune della Slovacchia facente parte del distretto di Sabinov, nella regione di Prešov.

## Storia
Il villaggio venne fondato da coloni tedeschi provenienti dalla Baviera nel 1330. Per lungo tempo, nella località venne amministrata la giustizia secondo il diritto germanico. Nel 1366 il villaggio appartenne ai Signori di Torysa. Successivamente passò ai feudatari di Plaveč e poi alle famiglie nobili locali dei Palocsay, dei Berzevicsy e dei Desseffwy.  Spopolato dalle guerre, il villaggio venne in parte ripopolato con coloni ruteni che tuttora vi mantengono la propria lingua.